# Куликов, Иван Михайлович
Ива́н Миха́йлович Кулико́в (род. 5 сентября 1955, Липецкая область) — советский и российский учёный, специалист в области экономики садоводства, построения организационно-экономической структуры предприятий агропромышленного комплекса. Академик РАН (2013) и член её президиума, РАСХН (2007, членкор с 2003), доктор экономических наук (1997), профессор. Директор Всероссийского селекционно-технологического института садоводства и питомниководства с 2004 года.
Заслуженный работник сельского хозяйства Российской Федерации (1999). Лауреат премии Правительства РФ в области науки и техники (2013).

## Биография
Родился в селе Куликовка Лебедянского района Липецкой области.
Окончил Плодоовощной институт им. И. В. Мичурина — ныне Мичуринский государственный аграрный университет (1981) и Академию общественных наук при ЦК КПСС (1988). С 1981 года прошёл путь от агронома до директора (1989—2004) Опытно-производственного хозяйства Научно-исследовательского зонального института садоводства нечернозёмной полосы (ОПХ НИЗИСНП, Москва), будучи его директором одновременно возглавлял опытную станцию того же института. В 1997 году защитил докторскую диссертацию «Экономическая эффективность плодово-ягодного производства и проблемы её повышения в условиях рынка».
Председатель комиссии по селекции и питомниководству плодовых и ягодных культур Межведомственного координационного совета по вопросам семеноводства Содружества независимых государств.
С 2008 года — руководитель рабочей группы по мониторингу состояния и санации христианской святыни смоковницы Закхея, произрастающей на территории Музейно-паркового комплекса в г. Иерихон (Палестинская автономия).
Действительный член Академии проблем безопасности, обороны и правопорядка (2003).
Главный редактор журнала «Садоводство и виноградарство».
Автор 350 научных работ, 6 монографий.

## Награды и звания
Награждён орденом Почёта (2024), орденом Дружбы (2006), медалями «За преобразование Нечерноземья РСФСР» (1987), «В память 850-летия Москвы» (1997), «За трудовую доблесть» (2003), знаком отличия «За заслуги перед Московской областью» (2004).
Заслуженный работник сельского хозяйства Российской Федерации, почётный член Московского общества испытателей природы (2011).